# Heidberge (Güstrow)
Die Heidberge bei Güstrow und Mühl Rosin im mecklenburg-vorpommerischen Landkreis Rostock sind eine bis 46,7 m ü. NHN hohe und bewaldete Endmoränen- und Hügellandschaft im Rückland der Mecklenburgischen Seenplatte.

## Geographie

### Lage, Erhebungen, Gewässer
Die Heidberge liegen südöstlich der Kernstadt von Güstrow zwischen Primerburg im Norden und Klueß im Osten, zwei Ortsteilen von Güstrow, Kirch Rosin im Süden und Mühl Rosin im Südsüdwesten, zwei Ortsteilen von Mühl Rosin, sowie Schabernack im Südwesten und Heidberg im Westen, zwei Ortsteilen von Güstrow. Die Hügellandschaft gehört bis auf den im Süden befindlichen Blocksberg (35,9 m), der im Gemeindegebiet von Mühl Rosin liegt, zum Stadtgebiet von Güstrow; ihre höchste (namenlose) Erhebung liegt östlich der Ortschaft Heidberg. Westlich der Landschaft liegt der 4,58 km² große Inselsee. Vorbei fließen der Warnow-Zufluss Nebel im Osten und Norden und dessen Zufluss Teuchelbach (Mühl-/Mühlenbach) im Süden und Südwesten, der einiges nach Durchfließen des Inselsees der Nebel zufließt.

### Naturräumliche Zuordnung
Die Heidberge gehören innerhalb der Nordostdeutschen Seenplatte, einer naturräumlichen Großregion Deutschlands, in der naturräumlichen Haupteinheit Rückland der Mecklenburgischen Seenplatte (74) zur Untereinheit Warnow-Recknitz-Gebiet (mit Bützower und Güstrower Becken) (740).

## Sonstiges
Auf den Heidbergen liegen Teile des Landschaftsschutzgebiets Inselsee und Heidberge (CDDA-Nr. 321958; 1964 ausgewiesen; 15,29 km² groß).  Durch ihren Nordteil führt ein gemeinsamer Abschnitt der Bundesstraßen 103 und 104. Dort liegt auch der Wildpark-MV in Güstrow.

## Elisabethstein
Die Heidberge wurden bis zum Mittelalter fast gänzlich abgeholzt. Daher ließ Elisabeth von Dänemark und Norwegen (1524–1586), erste Ehefrau des Herzogs Ulrich zu Mecklenburg (1527–1603), 1573 durch Schüler der Domschule Güstrow in der Landschaft Tannensamen aussäen. Daran erinnert seit 1883 die Inschrift des östlich der Ortschaft Heidberg befindlichen Elisabethstein.